# كورتيس إدواردز
كورتيس إدواردز (بالإنجليزية: Curtis Edwards)‏ (12 يناير 1994 بميدلزبرة في المملكة المتحدة - ) هو لاعب كرة قدم بريطاني في مركز الوسط.

## وصلات خارجية
- كورتيس إدواردز على موقع اتحاد النرويج (النرويجية)
- كورتيس إدواردز على موقع اتحاد السويد (السويدية)
- كورتيس إدواردز على موقع قاعدة بيانات كرة القدم.إي يو (الإنجليزية)
- كورتيس إدواردز على موقع Soccerway.com (الإنجليزية)